# Aeroportul Internațional Samaná El Catey
Aeroportul Internațional Samaná El Catey (IATA: AZS, ICAO: MDCY) este un aeroport din Samaná Province⁠(d), Republica Dominicană ce deservește zona Samaná⁠(d). Aeroportul a fost tranzitat în 2022 de 63.094 de pasageri. A fost deschis în 3 noiembrie 2006 și numit după zona deservită.
Situat la o altitudine de 4 m, aeroportul dispune de 1 pistă.

## Infrastructură

### Piste
Aeroportul dispune de o singură pistă. Pista are orientarea 07/25. 